# Johann Heinrich Pestalozzi

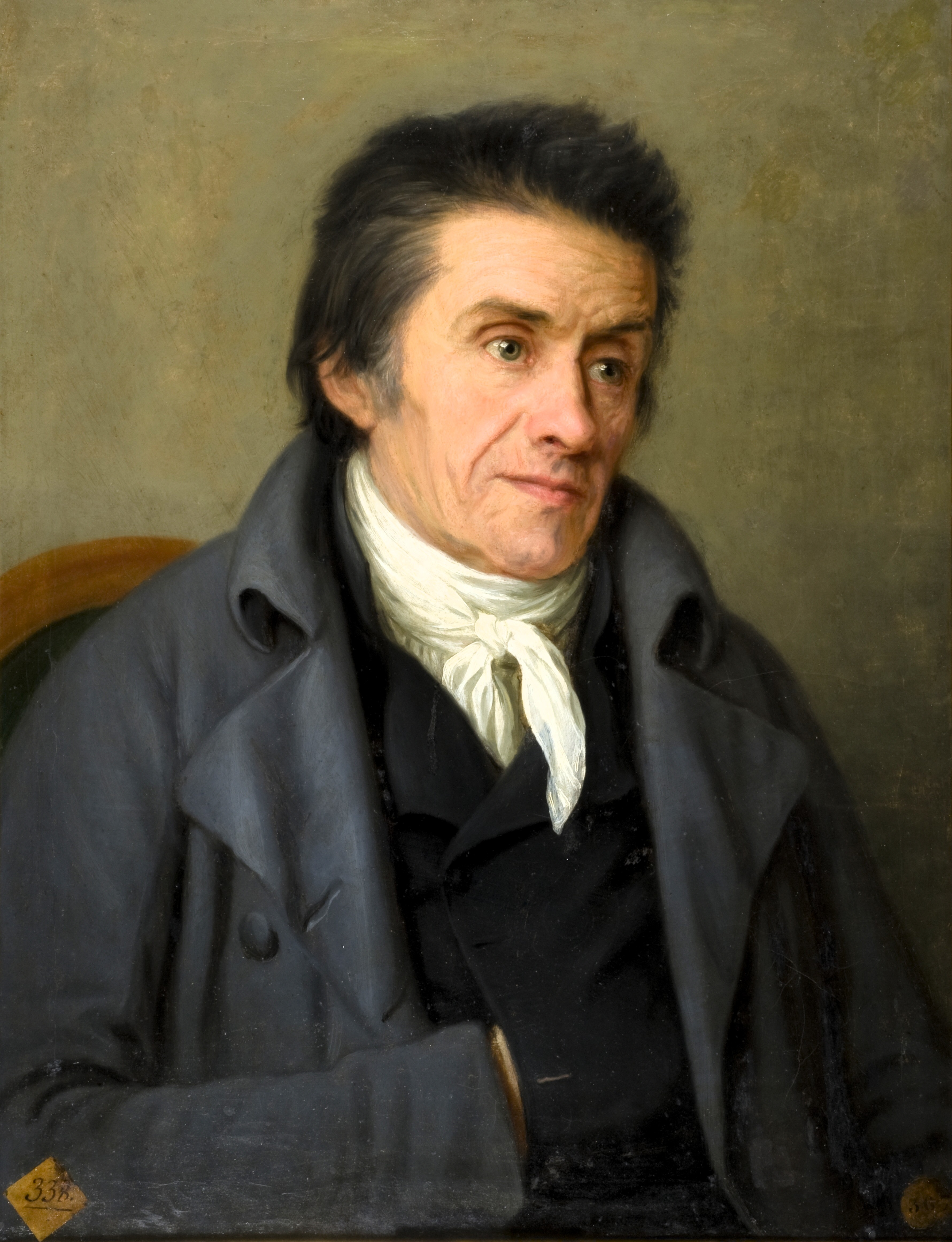
Pestalozzi. Gemälde, vermutlich von Francisco Javier Ramos, ca. 1806, Real Academia de Bellas Artes de San Fernando, Madrid

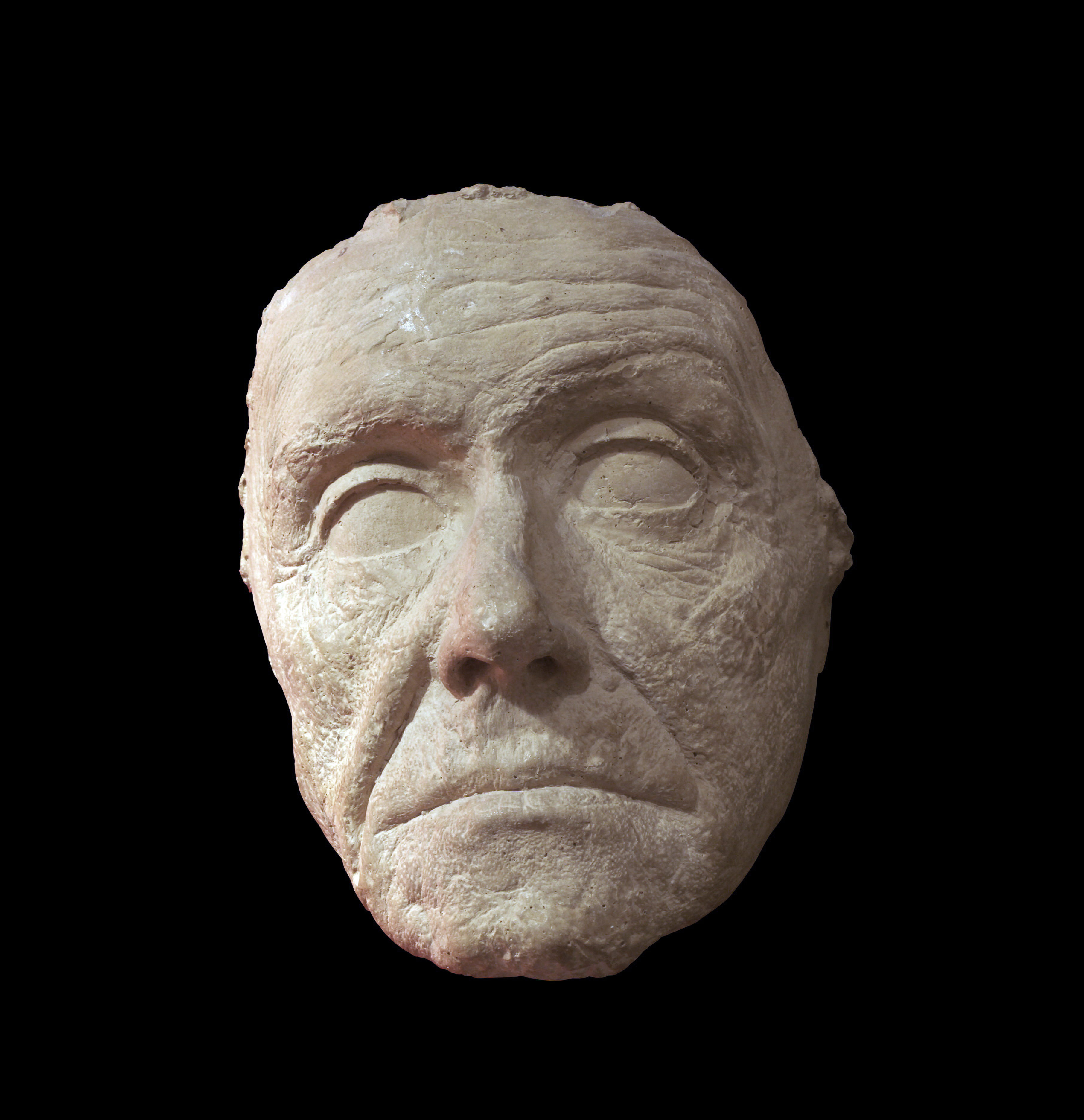
Lebendmaske, Joseph Maria Christen, Pestalozzianum Zürich

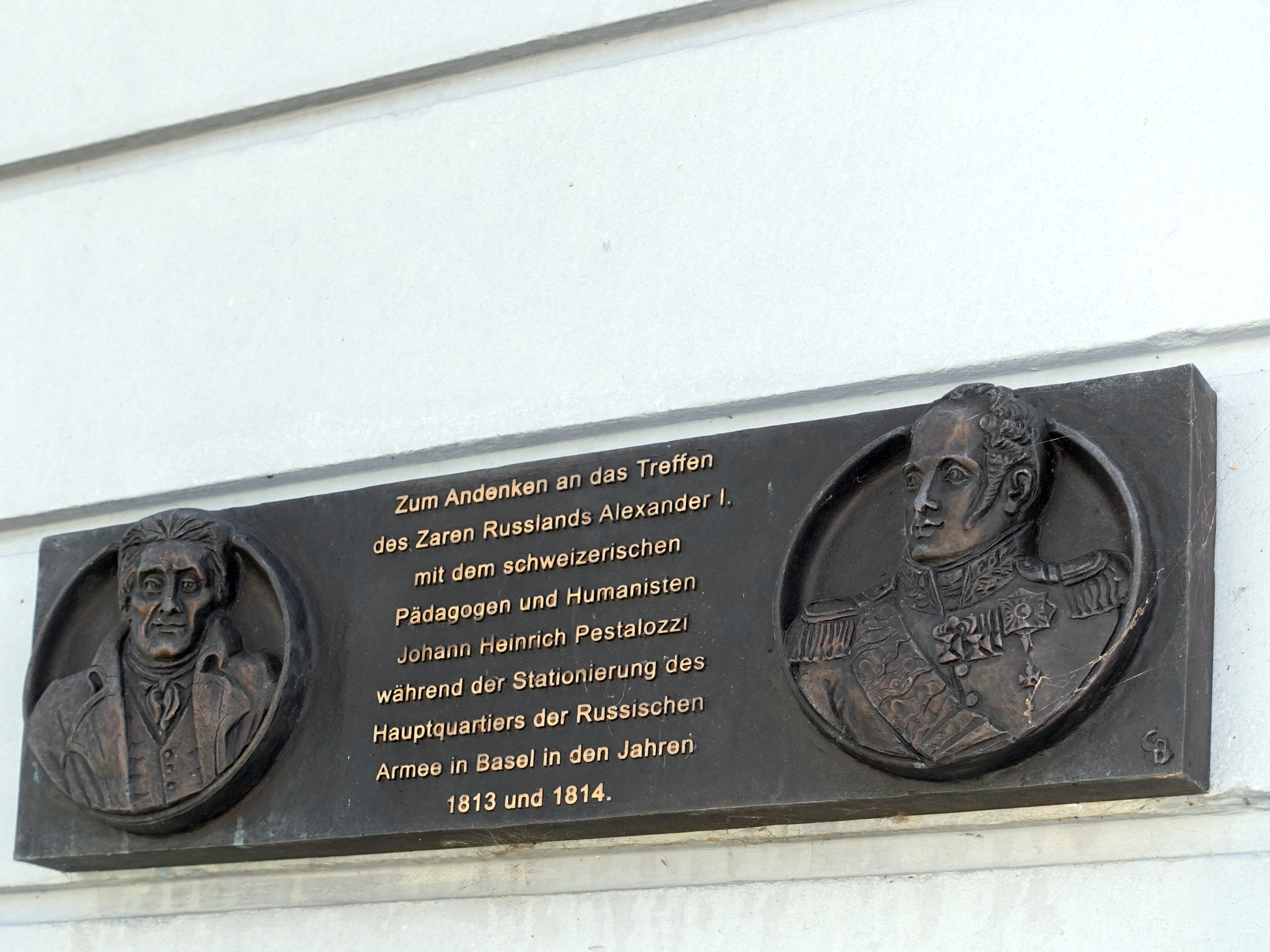
Gedenktafel in Basel

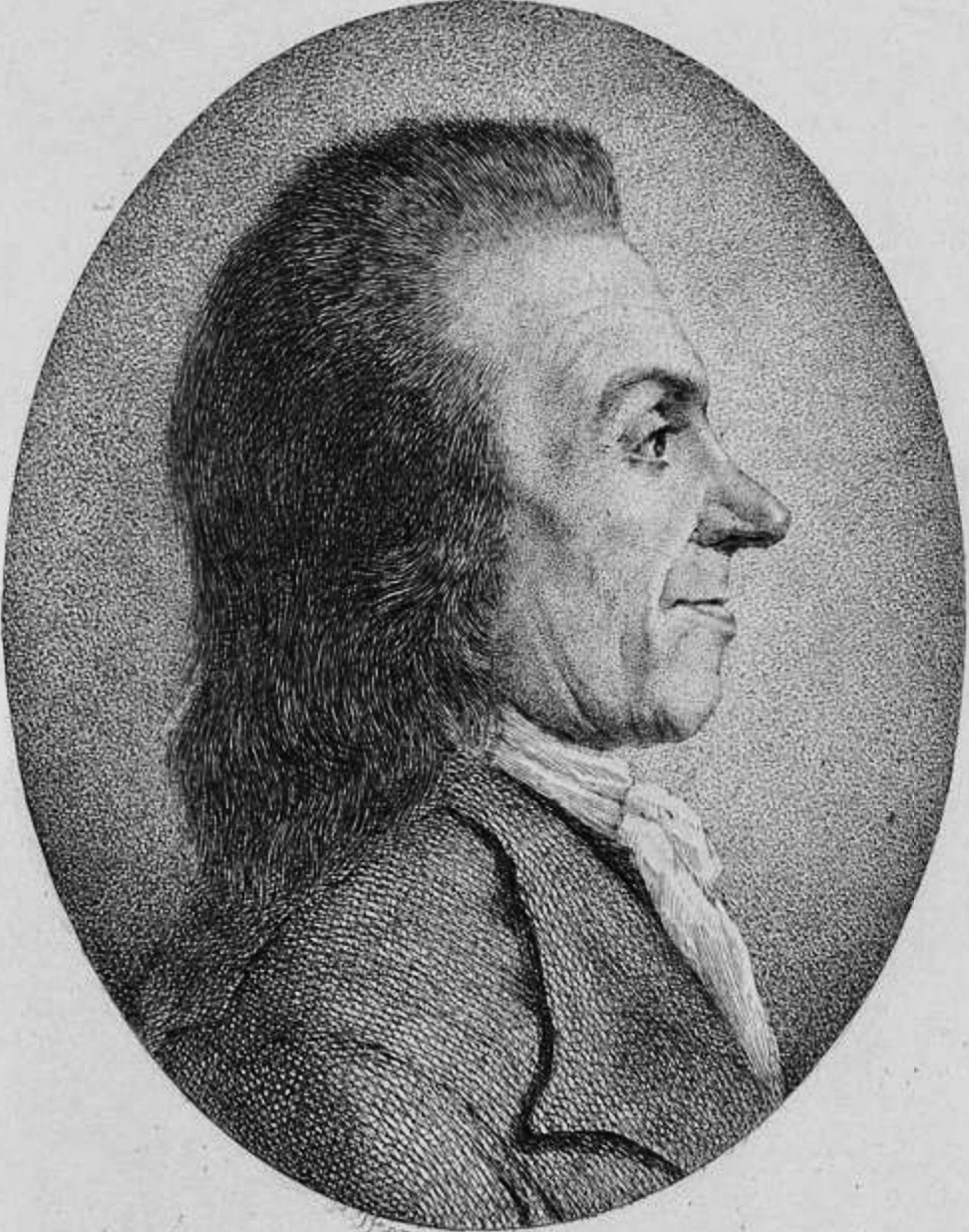
Johann Heinrich Pestalozzi von Heinrich Pfenninger

Johann Heinrich Pestalozzi (* 12. Januar 1746 in Zürich; † 17. Februar 1827 in Brugg, Kanton Aargau) war ein Schweizer Pädagoge. Er machte sich auch als Philanthrop, Schul- und Sozialreformer, Philosoph sowie Politiker einen Namen.

## Leben
Johann Heinrich Pestalozzis Eltern waren der Chirurg Johann Baptist Pestalozzi (1718–1751) und die Chirurgentochter Susanna Hotz (1720–1796) aus Wädenswil. Sein Grossvater Andreas Pestalozzi (1692–1769), der ihm schon früh die Liebe zu Jugend und Volk vermittelte, war reformierter Pfarrer in Höngg.
Johann Heinrich Pestalozzi besuchte von 1751 bis 1765 die Elementar- und die Lateinschule und studierte zunächst Theologie, dann Jurisprudenz am «Collegium Carolinum» in Zürich, wo ihn der Aufklärer Johann Jakob Bodmer (1698–1783) beeinflusste. Trotz seines leidenschaftlichen theoretischen Interesses am Menschen, an Gesellschaft und Staat wollte er primär praktisch tätig sein. So brach er sein Studium in Zürich vorzeitig ab und begab sich in eine landwirtschaftliche Lehre (1767/1768) auf dem «Kleehof» in Kirchberg (Kanton Bern) bei Johann Rudolf Tschiffeli. Während dieser Zeit wohnte er vermutlich viermal, jeweils für einige Tage, in Biel/Bienne im Haus Untergasse 4. Dort war er, für den Bruder eines Studienfreundes, als Erzieher erfolglos tätig. Ab 1769 versuchte er sich im aargauischen Birr als landwirtschaftlicher Unternehmer. Durch die Einführung neuer Gewächse und neuer Düngemethoden wollte er der teilweise verarmten Bauernschaft ein Beispiel geben, wie sie ihre Situation verbessern könnte. Dieses Unternehmen scheiterte jedoch.
Pestalozzi lebte von 1769 bis 1771 in Mülligen im «Hof», bevor er in den «Neuhof» nach Birr übersiedelte. Im September 1769 heiratete er in Gebenstorf Anna Schulthess gegen den Willen ihrer Eltern. Im September 1770 kam ihr gemeinsamer Sohn Hans Jakob (Jakobli genannt) in Mülligen zur Welt. Er benannte ihn im Sinn der aufklärerischen Pädagogik nach Jean-Jacques Rousseau, dessen Ratschläge zur natürlichen Kindererziehung aus Rousseaus Schrift Emile er Punkt für Punkt bei seinem Sohn anwendete. Dieser Versuch einer idealen Kindererziehung scheiterte tragisch. Das Tagebuch, das Pestalozzi über die Erziehung seines Sohnes hinterliess, gilt als ein erschütterndes Dokument einer schwerwiegenden Fehlinterpretation der hypothetischen Pädagogik Rousseaus. Schon dreieinhalbjährig musste Jakob die Zahlen und Buchstaben lernen. Dabei konnte sein Vater sehr streng sein; wenn der Junge nicht lernen wollte, wurde er bestraft. Die Erziehung, die unsicheren äusseren Lebensverhältnisse und das Aufwachsen unter den verwahrlosten Kindern führte dazu, dass Jakoblis Leben begleitet war von Stress, Schwankungen, Unsicherheit und von stetem Ungenügen.
Mit elf Jahren wurde Jakobli Pestalozzi, der immer noch nicht richtig schreiben und lesen konnte, zu Freunden nach Basel gebracht. Wenig später brachen bei ihm epileptische Anfälle aus. Nach seiner Rückkehr auf Gut «Neuhof» heiratete er Anna Magdalena Fröhlich aus Brugg, ein Patenkind seiner Mutter Anna. Sie bekamen 1798 einen Sohn, Gottlieb. Hans-Jakobs Anfälle wurden immer schlimmer und häufiger. Am 15. August 1801 starb Pestalozzis Sohn 31-jährig. Anna Magdalena Fröhlich heiratete in zweiter Ehe Laurenz Jakob Custer (1765–1822). Ihr Enkel ist der nach Amerika ausgewanderte Rebenzüchter und Winzer Hermann Jaeger.
Ab etwa 1773/1774 nahm das Ehepaar Pestalozzi an die 40 Kinder auf ihrem Landgut auf. Sie lernten dort im Sinne einer «Wohnstubenerziehung» spinnen, weben und den «kleinen Landbau». Pestalozzi verband in seiner ab 1775 als solche benannte «Erziehungsanstalt für arme Kinder» die praktische Arbeit mit Schulunterricht und sittlich-religiöser Erziehung in der «Bahn der Natur» und hoffte, dass er das Projekt durch den Verkauf der Textilprodukte finanzieren könne. Dies misslang jedoch, die Familie geriet immer mehr in Schulden und musste die Anstalt 1779 schliessen.
Ab 1780 und in den folgenden knapp 20 Jahren widmete sich Pestalozzi vorwiegend der Schriftstellerei. Er wurde durch seinen Roman Lienhard und Gertrud (4 Bände, 1781–1787) europaweit berühmt. Weitere Werke aus dieser Zeit sind Die Abendstunde eines Einsiedlers (1780), Christoph und Else (1782), Gesetzgebung und Kindermord (1783), Ja oder Nein? (1793), Meine Nachforschungen über den Gang der Natur in der Entwicklung des Menschengeschlechts (1797), Fabeln (1797).
1783 war er Mitbegründer der Zürcher Filiale des Illuminatenordens (sein Ordensname war Alfred) und 1784 Mitbegründer der «Gesellschaft zur Aufnahme des Guten» in Zürich, die eine Tarnorganisation des Ordens war. Er verlor indessen in verhältnismässig kurzer Zeit das Interesse an dieser Verbindung.

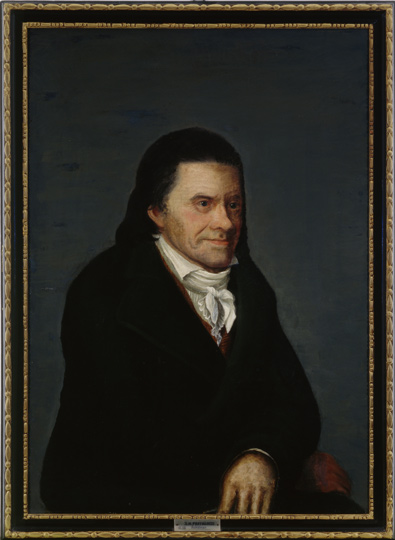
Pestalozzi, Gleimhaus Halberstadt
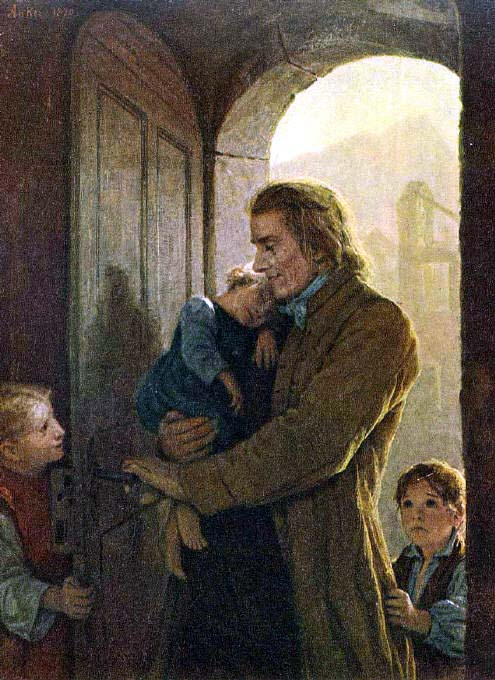
Pestalozzi, gemalt von Albert Anker
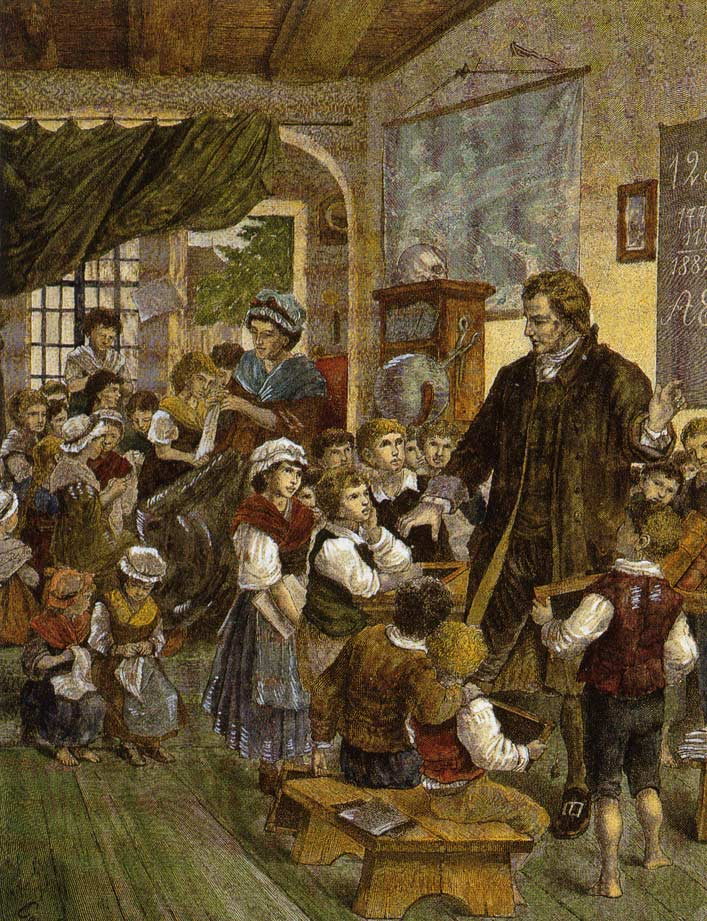
Pestalozzi mit seiner Frau Anna
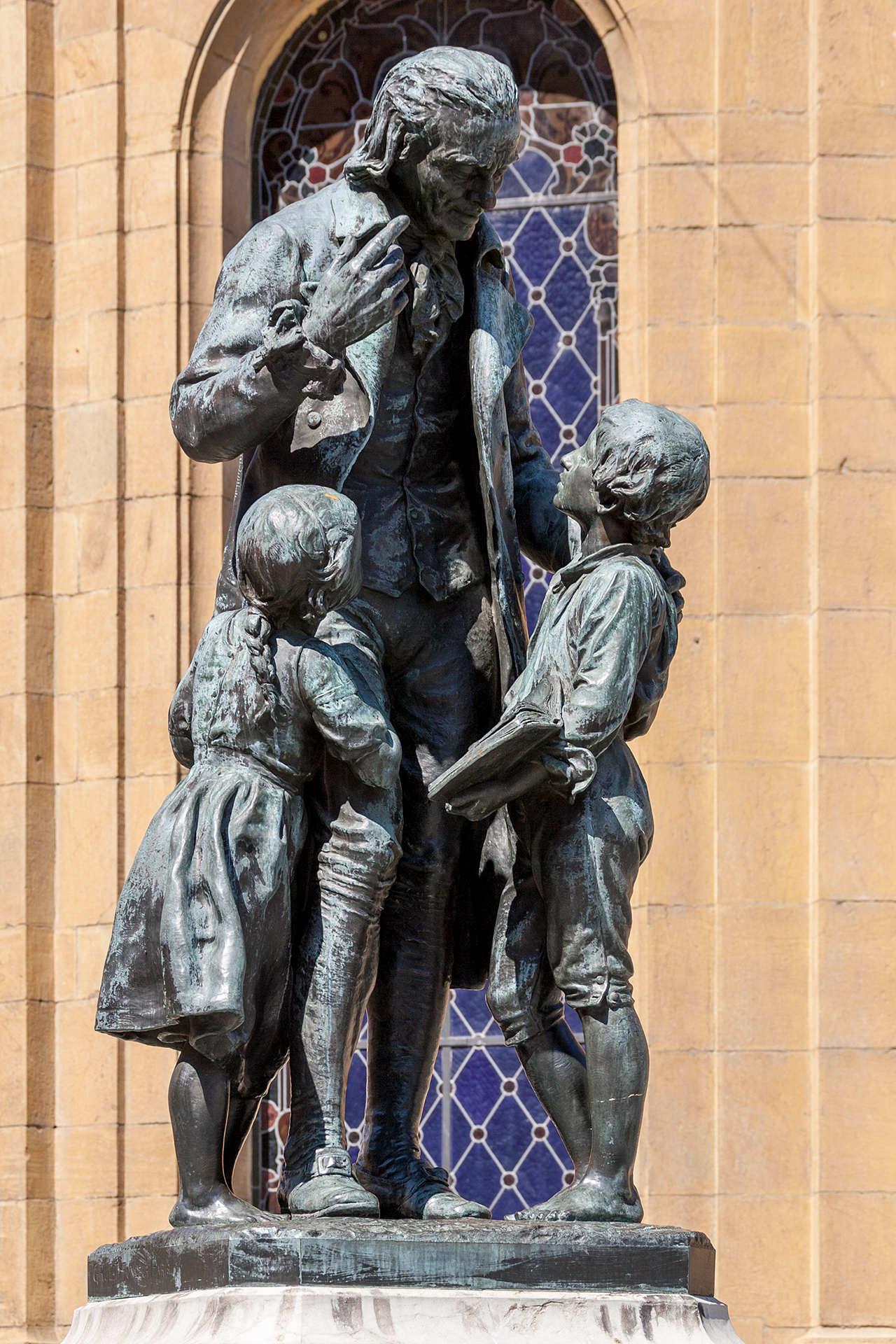
Pestalozzi-Denkmal in Yverdon
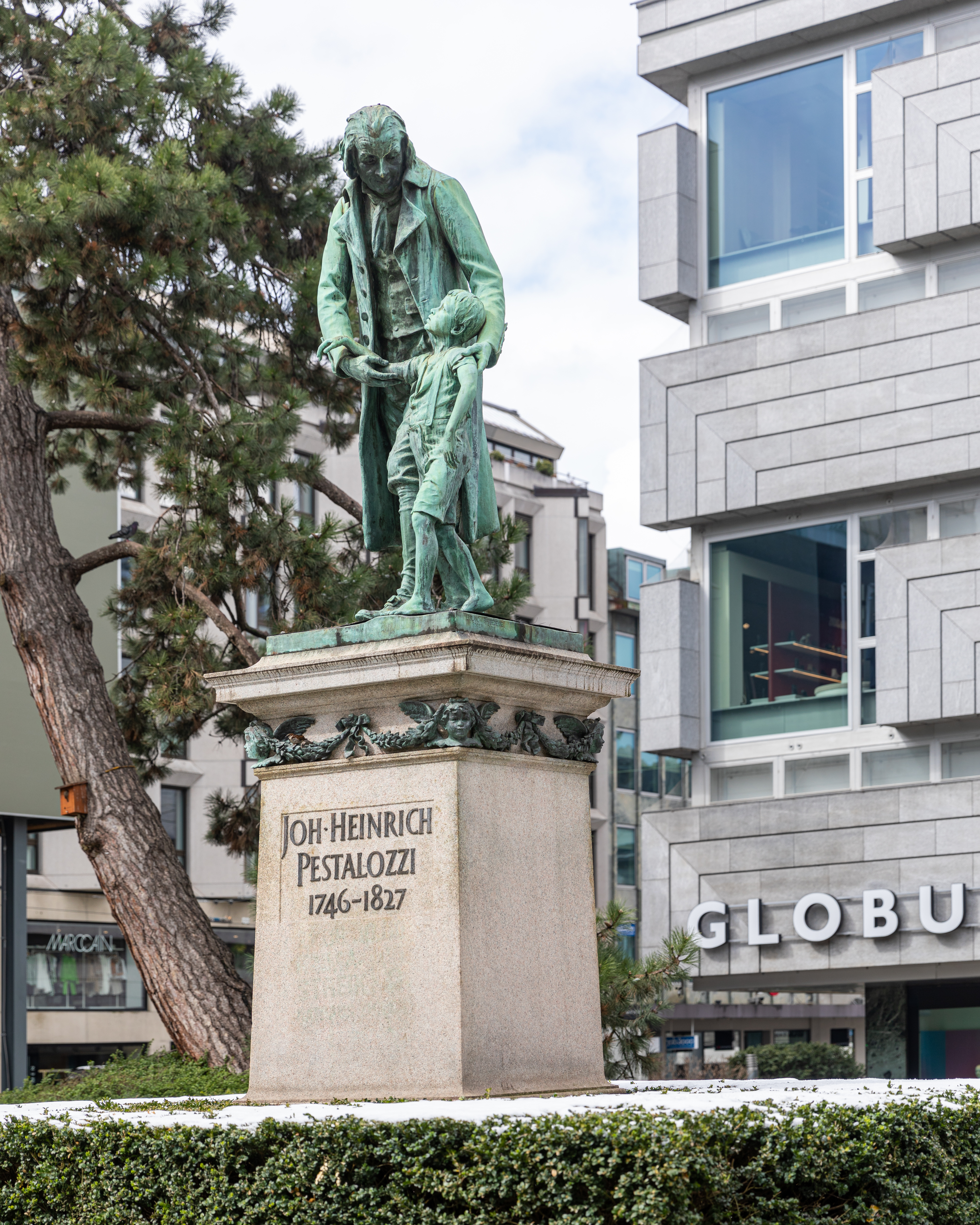
Pestalozzi-Denkmal von Hugo Siegwart in Zürich
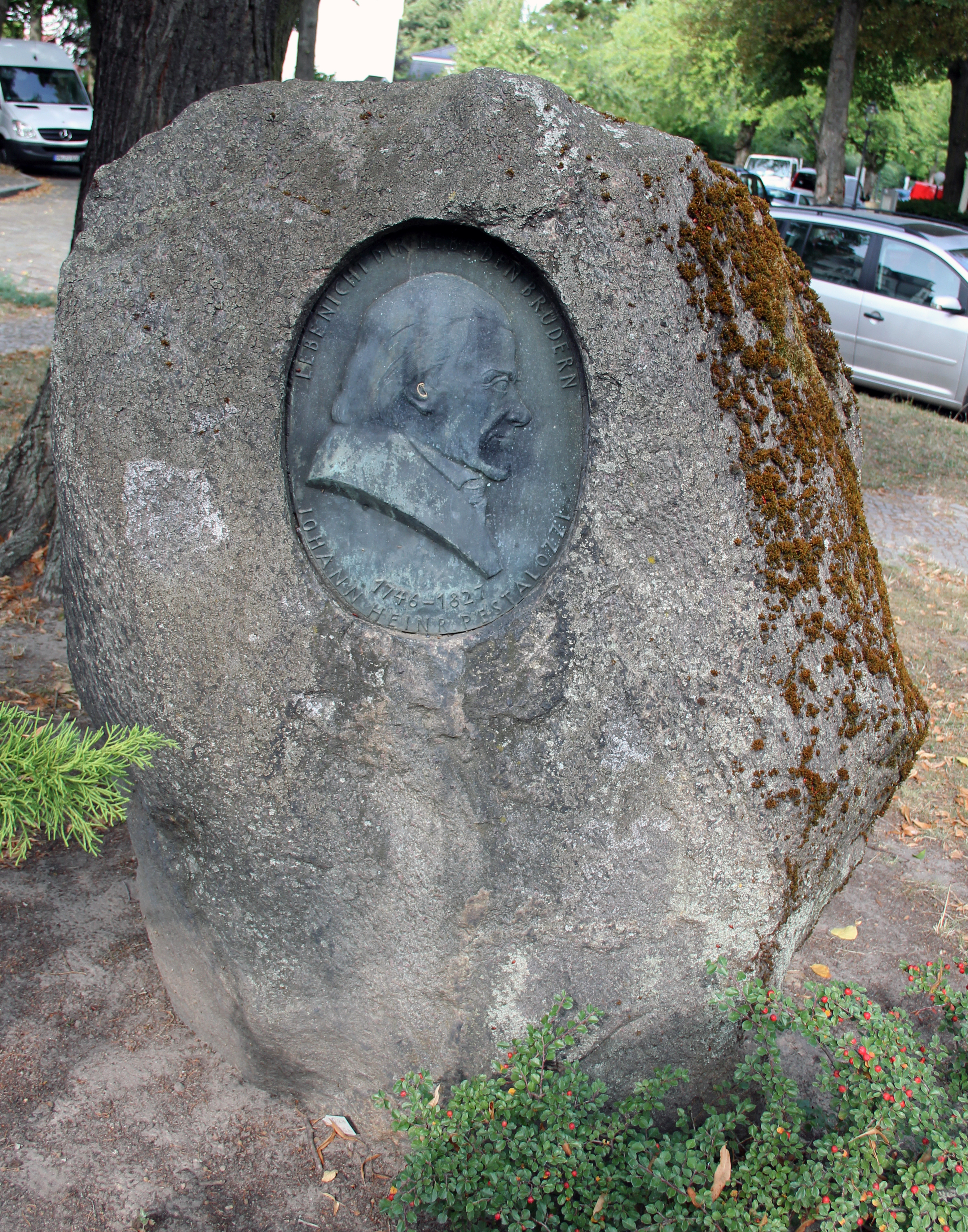
Pestalozzi-Gedenkstein Berlin-Lichterfelde
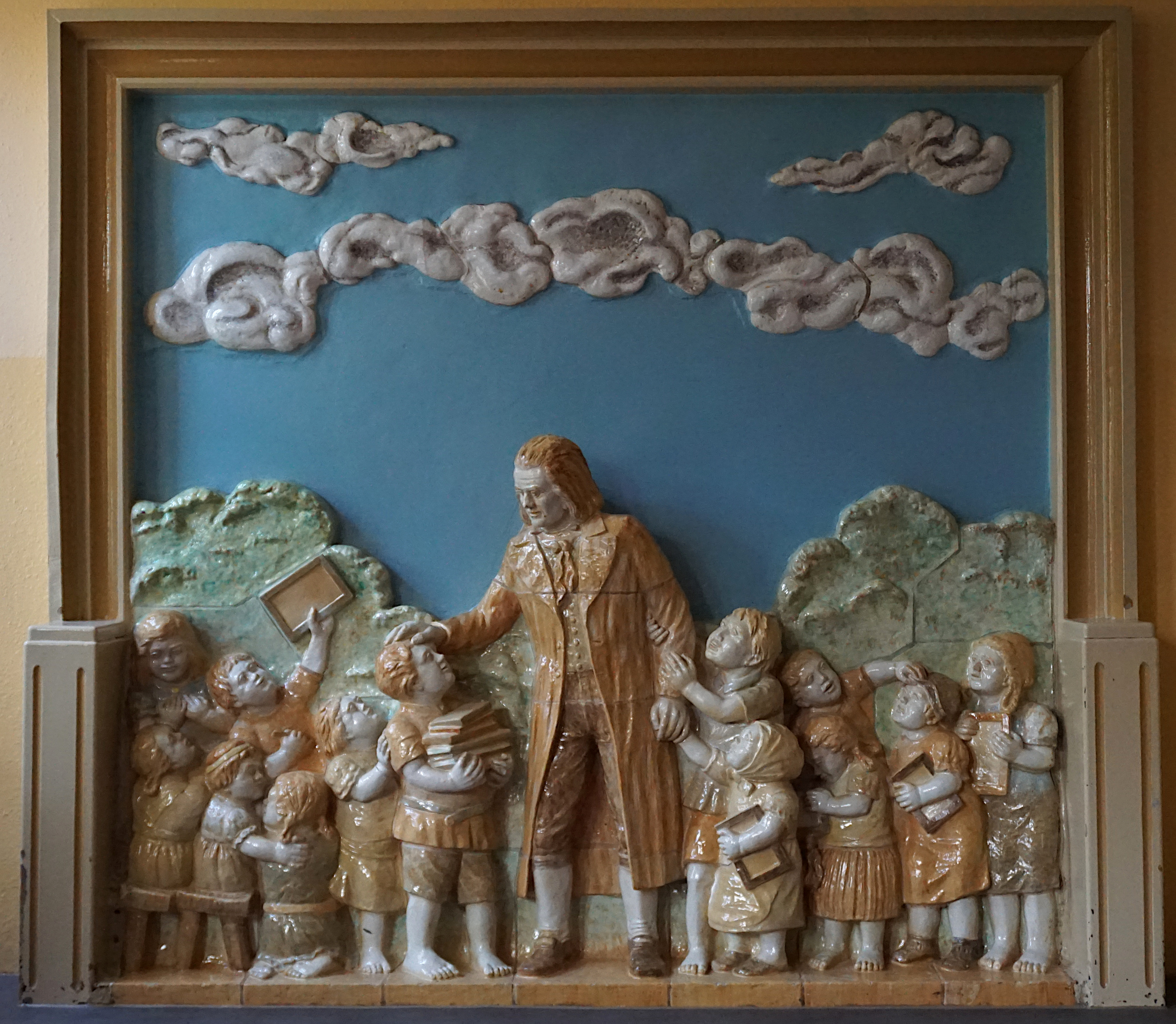
Relief von Kurt Feuerriegel in einem Kinderheim in Borna

1792 erklärte ihn die französische Nationalversammlung als einzigen Schweizer zum französischen Ehrenbürger. In den Wirren der helvetischen Revolution (Einmarsch französischer Truppen 1798) stellte sich Pestalozzi der neuen helvetischen Regierung zur Verfügung, einerseits durch publizistische Tätigkeit (Redaktor am Helvetischen Volksblatt), andererseits durch die Führung eines Waisen- und Armenhauses in Stans (1799), wo er grundlegende pädagogische Erfahrungen machen konnte. Im folgenden Jahr gründete er sein berühmtes Erziehungsinstitut im Schloss Burgdorf (Burgdorf BE), wo er eine eigene Unterrichts- und Erziehungsmethode entwickelte und theoretisch begründete (Hauptwerk: Wie Gertrud ihre Kinder lehrt).
1804 verlegte Pestalozzi sein Institut nach Yverdon-les-Bains (Kanton Waadt). Dort entwickelte er – gemeinsam mit einer Reihe bedeutender Mitarbeiter – seine Methode weiter. Er publizierte sie in zahlreichen Schriften (beispielsweise An die Unschuld, den Ernst und den Edelmut meines Zeitalters und meines Vaterlandes, 1815, und Schwanengesang, 1825). Im Wesentlichen forderte seine «Idee der Elementarbildung» eine naturgemässe Erziehung und Bildung, welche die Kräfte und Anlagen des Kopfs (intellektuelle Kräfte), des Herzens (sittlich-religiöse Kräfte) und der Hand (handwerkliche Kräfte) in Harmonie entfaltet. Die Bayerische Akademie der Wissenschaften nahm ihn 1808 als auswärtiges Mitglied auf.
Interne Streitigkeiten in der Lehrerschaft um seine Nachfolge, die schon Friedrich Fröbel 1810 zum Verlassen der Anstalt bewogen hatten, führten das Institut in Yverdon in den Ruin. 1825 musste Pestalozzi auch diese Anstalt schliessen und zog sich auf den «Neuhof» zurück. Im Februar 1827 wurde er wegen einer schweren Erkrankung nach Brugg gebracht, was die ärztliche Pflege erleichtern sollte. Zwei Tage später verstarb er dort im Alter von 81 Jahren in den Morgenstunden. Er wurde am alten Schulhaus in Birr vom Ortspfarrer und den Schullehrern beerdigt, weil wegen hohen Schnees Freunde und Angehörige nicht rechtzeitig anreisen konnten oder gar nicht von Pestalozzis Tod gehört hatten. Seinem Wunsch gemäss pflanzte man auf sein Grab einen weissen Rosenstrauch. Anlässlich seines 100. Geburtstags erbaute ihm der Kanton Aargau 1846 an der Fassade des neuen Schulhauses ein Denkmal.
Auf dem Grabstein stehen die Worte:

«Hier ruht Heinrich Pestalozzi, geb. in Zürich am 12. Jänner 1746, gest. in Brugg am 17. Hornung 1827. Retter der Armen auf Neuhof. Prediger des Volkes in Lienhard und Gertrud. Zu Stans Vater der Waisen, Zu Burgdorf und Münchenbuchsee Gründer der neuen Volksschule. Zu Iferten Erzieher der Menschheit. Mensch, Christ, Bürger, Alles für Andere, für sich Nichts. Segen seinem Namen!»

## Bekannte Schüler und Anhänger
Ein Hauptanliegen Pestalozzis war die Lehrerbildung. Zahlreiche Pädagogen holten sich bei ihm Impulse für einen menschlicheren Umgang mit sozial Schwächeren und methodisch-didaktische Tipps für einen erfolgreichen und «liebevollen» Unterricht. Zu den Mitarbeitern, Schülern und Anhängern, die sein Lebenswerk mit ergänzenden Ansichten in die Welt trugen, zählen:
- Georg Franz Hofmann (1765–1849)
- Andreas Moser (1766–1806)
- Johann Caspar Zellweger (1768–1855)
- Johann Georg Gustav Tobler (1769–1843)
- Johann Elias Mieg (1770–1842)
- Franz Voitel (1773–1839)
- Wilhelm von Türk (1774–1846)
- Marc-Antoine Jullien de Paris (1775–1848)
- Hermann Krüsi (1775–1844)
- Johannes Niederer (1779–1843)
- Johannes von Muralt (1780–1850)[4]
- Friedrich Wilhelm August Fröbel (1782–1852)[5]
- Johannes de Laspée (1783–1825)
- Johann Andreas Schmeller (1785–1852)
- Joseph Schmid (1785–1851)[6]
- Johann Konrad Zuberbühler (1787–1858)
- Konrad Näf (1789–1832)
- Elise Ruepp (1790–1873)
- Johannes Ramsauer (1790–1848)
- Ludwig Cauer (1793–1834)
- Johannes Schneider (1792–1858)
- Hippolyte Léon Denizard Rivail (1804–1869)

In der Schweiz teilten Jean-Baptiste Girard (1765–1850) und Marie-Anne Calame (1775–1834) Ideen und Ansätze Pestalozzis und wurden in seinem Sinne erzieherisch aktiv. In Deutschland übernahm Joseph Anton Sickinger (1858–1930) Anregungen Pestalozzis in sein Mannheimer Schulsystem.

## Beitrag zur Pädagogik
Pestalozzi gilt als ein Vorläufer der Anschauungspädagogik und der daraus Ende des 19. Jahrhunderts entstandenen Reformpädagogik. Sein pädagogisches Ziel war die ganzheitliche Volksbildung zur Stärkung der Menschen für das selbstständige und kooperative Wirken in einem demokratischen Gemeinwesen. Die Eltern sollten befähigt werden, mit dieser Bildung im Elternhaus zu beginnen und ihren Kindern entsprechende Vorbilder zu sein:

«Es ist unstreitig, eine solche Anbahnung der Volksbildung würde dahin wirken können, die Kräfte des häuslichen Lebens zur sittlichen, geistigen und Kunstbildung des Volks zu stärken und die Väter und Mütter des Landes fähiger zu machen, ihren Kindern vom Morgen bis am Abend mit Rat und Tat wirklich beizustehen und in ihrem Tun und Lassen einen wahrhaft bildenden Einfluss auf sie haben. […] Sie würde die Kraft des Volks, seine Anlagen im Kreis der Seinigen zu gebrauchen und sich im Kreis der Seinigen in allen Bedürfnissen selber und selbstständig helfen zu können, im Volk allgemein beleben und millionenfach erhöhen.»

Besonderes Augenmerk richtete Pestalozzi auf die Elementarbildung der Kinder, welche schon vor der Schule in der Familie beginnen sollte. Dabei kam es ihm darauf an, die intellektuellen, sittlich-religiösen und handwerklichen Kräfte der Kinder allseitig und harmonisch zu fördern. Pestalozzi vertrat einen ganzheitlichen Ansatz. Seine pädagogischen Ideen, die er 1801 in seinem Buch Wie Gertrud ihre Kinder lehrt erstmals systematisch darlegte, setzte er ansatzweise schon in seiner frühen Armenanstalt auf dem von ihm seit 1769 betriebenen, bei Birr im Kanton Aargau gelegenen Gut Neuhof 1774–1780 um, spezifischer dann im Waisenhaus in Stans (1799) und systematisch in seinen Instituten in Burgdorf (1800–1804), wo Johann Rudolf Fischer die Grundlagen gelegt hatte, und Yverdon/Iferten (1804–1825). Der Gehalt seiner zahlreichen politischen und pädagogischen Schriften ist nach wie vor aktuell. Viele seiner Grundideen findet man in der modernen Pädagogik und Sozialpädagogik wieder. Noten und Zeugnisse liess Pestalozzi hingegen bewusst nicht zu.
Der Grundsatz von Pestalozzis Pädagogik ist, ein sicheres Fundament an Elementarbildung zu legen, das den Menschen befähigt, sich selbst zu helfen (dem ähnelt das Motto «Hilf mir, es selbst zu tun» der späteren Montessori-Pädagogik). Bei der Vermittlung von Wissen und Fähigkeiten strebt Pestalozzis Pädagogik an, Kräfte zu entfalten, die bei den Schülern bereits natürlich angelegt sind. Die unvermeidliche Entwicklung dieser Kräfte wird dadurch in geordnete Bahnen gelenkt, anstatt sie dem Zufall zu überlassen. Die Pädagogik vermittelt also zwischen Natur und Kultur, genauer zwischen der natürlichen Entwicklung des Kindes und den äusseren Regeln menschlichen Zusammenlebens und muss über beide Aspekte gut informiert sein.
Auf die Entwicklung im Säuglings- und Kleinkindalter bezogen, wird dieser Ansatz inzwischen durch das Wissen über die Existenz von Zeitfenstern der neuronalen Reifung gestützt, etwa für das Gehen- und Laufenlernen im ersten und zweiten oder den Spracherwerb im ersten bis dritten Lebensjahr. Daraus folgt, dass Elemente von Pestalozzis Pädagogik bereits in der frühesten Kindheit von den Eltern umgesetzt werden können, wofür Pestalozzi eigens unterstützende Lernmaterialien entwickelte.
Für die Unterstützung der natürlichen kindlichen Entwicklung berücksichtigt Pestalozzi die Dreiteilung in «Kopf, Herz und Hand», die jeweils für Intellekt, Sitte und praktische Fähigkeiten stehen. Im Bereich des Intellekts entwickelt seine Pädagogik aus den Elementartätigkeiten Sprache, Gesang, Schreiben, Zeichnen und Rechnen schließlich abstraktes Urteilsvermögen. Bei der Sittlichkeit bilden elementare Gefühle von Liebe und Vertrauen die Basis für höhere Fertigkeiten wie Geduld und Gehorsam bis hin zur höchsten Stufe der religiösen Gottesverehrung und des moralischen Urteils. Bei den physischen Fertigkeiten führen einfache Bewegungen zu ausgefeilteren Handlungen; in diesem Bereich sind Pestalozzis Beiträge jedoch weniger weit ausgearbeitet. Eine Nachwirkung hatte die dabei eingesetzte Elementarmethode, die immer von einfachen, in der Anschauung gewonnenen Elementareinheiten zu komplexeren Begriffen und Tätigkeiten fortschreiten soll. Durch radikale Komplexitätsreduktion werde kindliches Begreifen erst möglich. Die Didaktische Reduktion geht darauf zurück.
Pestalozzi gilt in der Rezeption Heinz-Elmar Tenorths in der Erziehungs- und Bildungsgeschichte unter anderem als «Symbol der Aufklärungspädagogik». Des Weiteren wird er durch seinen Einsatz für das Waisenhaus in Stans von Ulrich Herrmann als «Begründer der modernen Sozialpädagogik» betrachtet, was Christian Niemeyer in zwei Richtungen weiterführte: einmal in Richtung des Sozialpädagogikbegriffs von Paul Natorp, der Pestalozzis Roman Lienhard und Gertrud (1781–1787) als Mustererzählung las für die im Zentrum seines Sozialpädagogikverständnisses stehende Programmatik der Menschwerdung des Menschen im Rahmen menschlicher Gemeinschaften; zum anderen in Richtung des Sozialpädagogikbegriffs von Herman Nohl, der, dezidiert im Gegenzug zu Natorp, Sozialpädagogik als «Pädagogik der Verwahrlosten» auslegte und sich zu diesem Zweck allein für Pestalozzis Stanser Brief (1799) als Mustererzählung für ein durch Verstehen gekennzeichnetes sozialpädagogisches Handeln interessierte. Allein dieser, nicht jener Aspekt Pestalozzis lieferte Impulse zu einer Professionalisierung und Institutionalisierung des Bildungssystems, die sowohl von seinen Schülern wie auch von weiteren Klassikern der Pädagogik aufgegriffen wurden.
Pestalozzis literarischer Nachlass umfasst in der «Kritischen Ausgabe» 45 Bände. Er nahm die Ideen Rousseaus auf und entwickelte sie weiter. Teilweise distanzierte er sich aufgrund eigener erzieherischer Erfahrungen von ihnen.

### Beitrag zur Sportpädagogik
Pestalozzis Elementargymnastik (1807) hatte einen erheblichen Einfluss auf die Entwicklung der Leibesübungen in Spanien und Frankreich vor allem durch die Rezeption von Francisco Amorós und in Skandinavien durch Pehr Henrik Ling, der seine Übungen fast wörtlich abschrieb. Ganz im Sinne der Pädagogen der Französischen Revolution standen neben der moralischen, der intellektuellen auch die Leibeserziehung. Sie wurde dann jedoch vor allem auch in einem militärischen Sinne genutzt, weil unbedingter Gehorsam zur Ausführung der Übungen im Gleichklang erforderlich war. Das Turnen nach Friedrich Ludwig Jahn in Deutschland unterschied sich hiervon, weil hier der optimal vorbereitete Einzelkämpfer favorisiert wurde.

## Würdigung

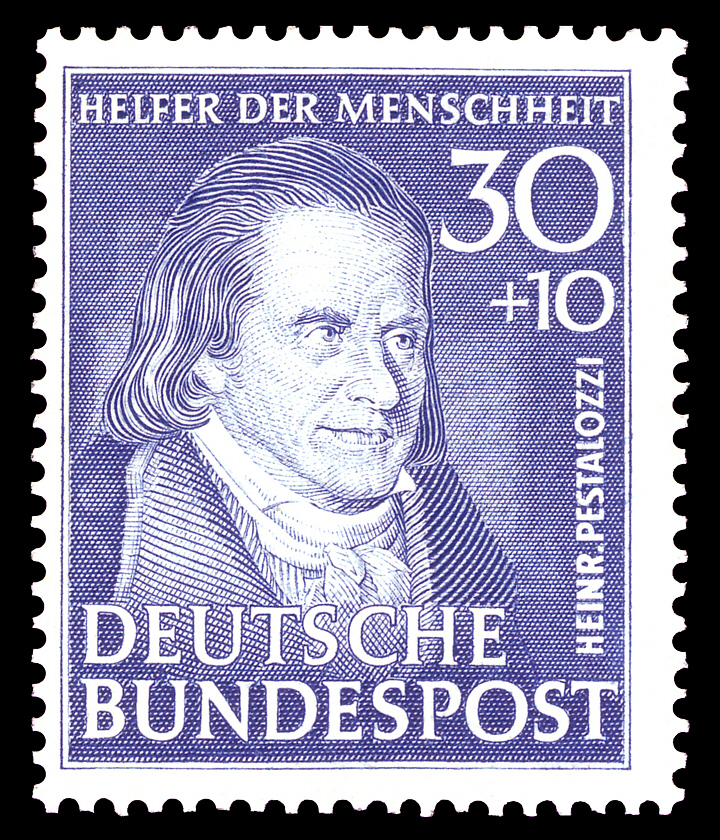
Briefmarke (1951) der Serie Helfer der Menschheit

- 1792 verlieh ihm die französische Nationalversammlung das französische Ehrenbürgerrecht.
- Im November 1814 erhielt er aus Wien den Orden des Heiligen Wladimir 4. Klasse von Zar Alexander I., von dem er Anfang 1814 in Basel empfangen wurde.[16]

Nach dem Pädagogen Johann Heinrich Pestalozzi wurden Einrichtungen und Ehrungen benannt:
- Pestalozzi-Preis der Universität Hiroshima[17]

Viele Schulbauten wurden nach ihm benannt.
- Zürcherische Pestalozzi-Stiftung in Knonau, Schweiz[18]
- Pestalozzi-Stiftung sowie das Pestalozzi-Seminar in Burgwedel, Deutschland
- Pestalozzi-Stiftung Hamburg, Deutschland
- Pestalozzi-Kalender, ein seit 1908 jährlich erscheinender Schülerkalender, herausgegeben von Pro Juventute
- die Pestalozzi-Medaille für treue Dienste der DDR[19]
- Pestalozzi-Fröbel-Haus in Berlin, Deutschland
- Pestalozzi-Asteroid
- Pestalozzi-Bibliothek Zürich und ihr Trägerverein Pestalozzi-Gesellschaft in Zürich, Schweiz
- Pestalozzi-Hof in Wien

In vielen Städten gibt es Pestalozzistraßen, so in Berlin, Cuxhaven, Linz, Hamburg, Ludwigshafen, Magdeburg, München, Nürnberg, Regensburg, Reutlingen, Timișoara (Rumänien).
- Pestalozzigasse im 1. Wiener Gemeindebezirk und in Graz
- Pestalozziplatz im Berliner Bezirk Steglitz-Zehlendorf

Kinderdörfer:
- Pestalozzi Kinder- und Jugenddorf in Wahlwies, Deutschland
- Kinderdorf Pestalozzi in Trogen AR, Schweiz

Die Pflanzengattung Pestalozzia Zoll. & Moritzi aus der Familie der Kürbisgewächse (Cucurbitaceae) ist nach ihm benannt.

## Werke

### Werke (unvollständig)
- Lienhard und Gertrud. (4 Bände, 1781–1787)
- Die Abendstunde eines Einsiedlers. (1780)
- Christoph und Else. (1782)
- Gesetzgebung und Kindermord. (1783)
- Ja oder Nein? (1793)
- Meine Nachforschungen über den Gang der Natur in der Entwicklung des Menschengeschlechts. (1797)
- Fabeln. (1797)

### Ausgaben
- Pestalozzi. Sämtliche Werke. Kritische Ausgabe. Begründet von Artur Buchenau, Eduard Spranger, Hans Stettbacher. de Gruyter, Berlin/Zürich 1927–1996. Leitender Redakteur von 1923 bis 1938 war Walter Feilchenfeld-Fales.
- Pestalozzi. Sämtliche Briefe. Herausgegeben vom Pestalozzianum u. der Zentralbibliothek Zürich, bearbeitet von Emanuel Dejung, Hans Stettbacher. Zeller, Zürich 1946–1971.
- Sämtliche Briefe an Johann Heinrich Pestalozzi. Kritische Ausgabe. 6 Bände. Hrsg.: Rebekka Horlacher, Daniel Tröhler. NZZ Libro, Zürich 2009–2015.

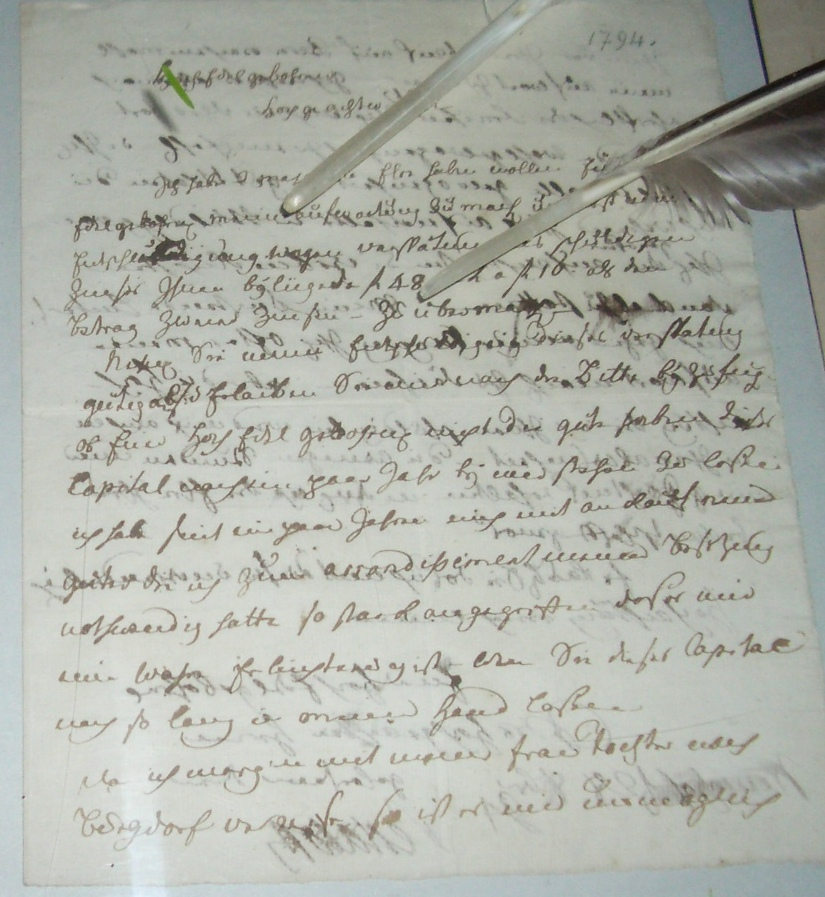
Brief vom 28. Okt. 1794 an Niklaus Albrecht Effinger
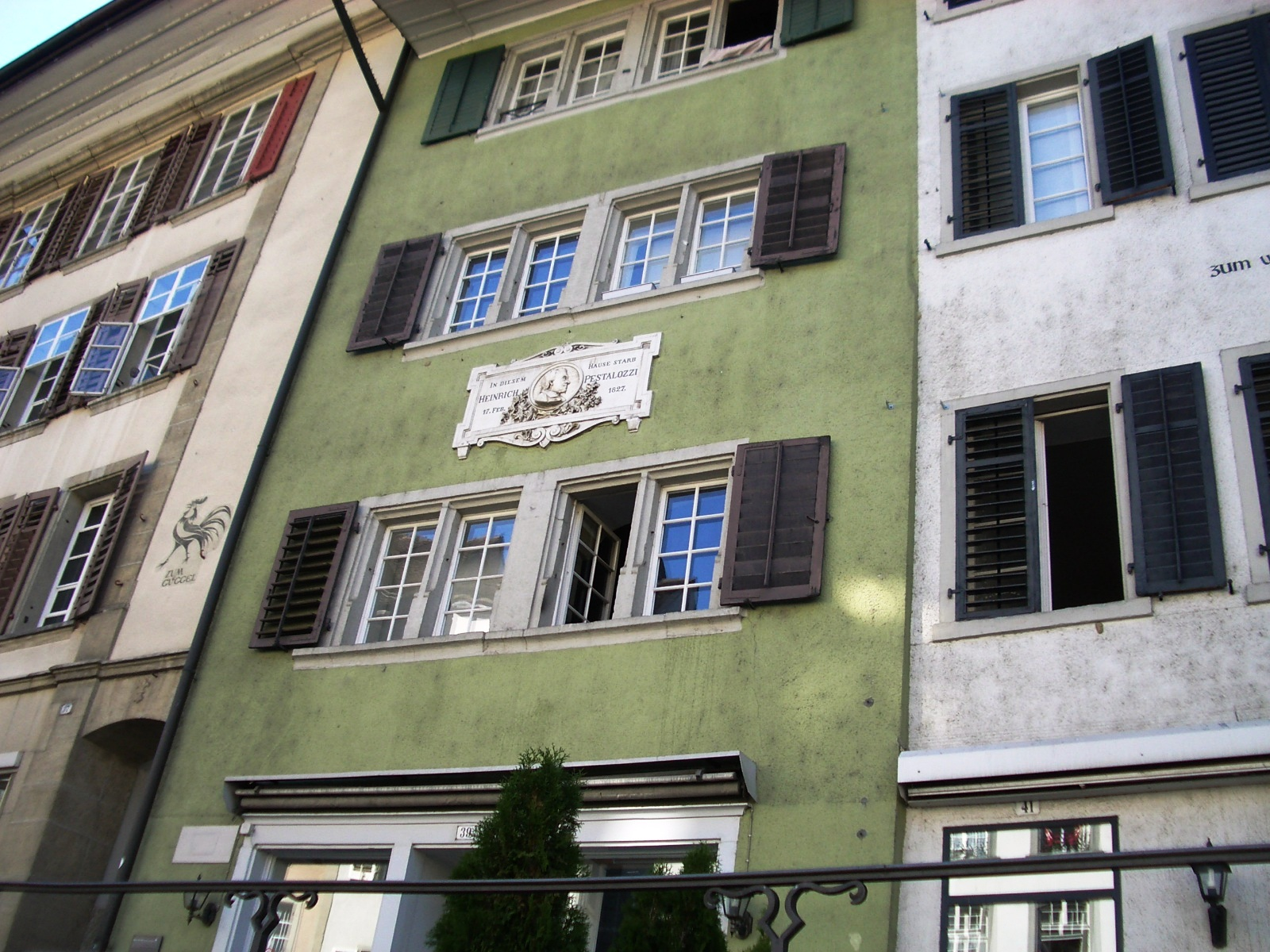
Sterbehaus in Brugg AG
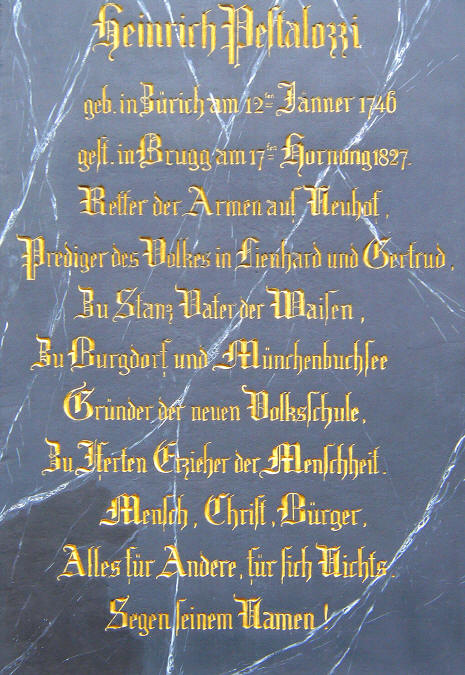
Grabinschrift in Birr AG
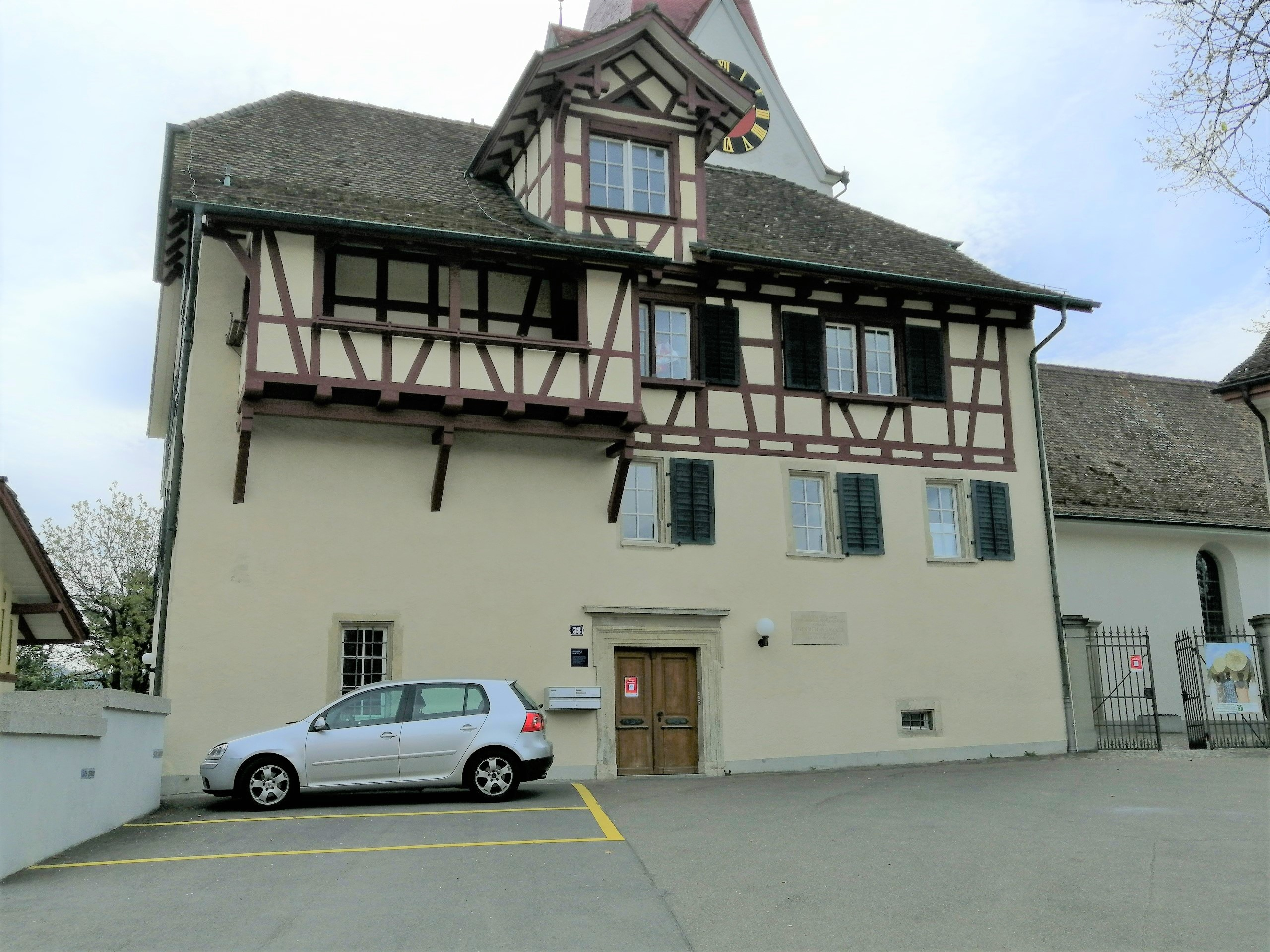
Im Pfarrhaus Zürich-Höngg wohnte Grossvater Andreas Pestalozzi († 1769), der ihm früh die Liebe für Jugend und Volk vermittelte
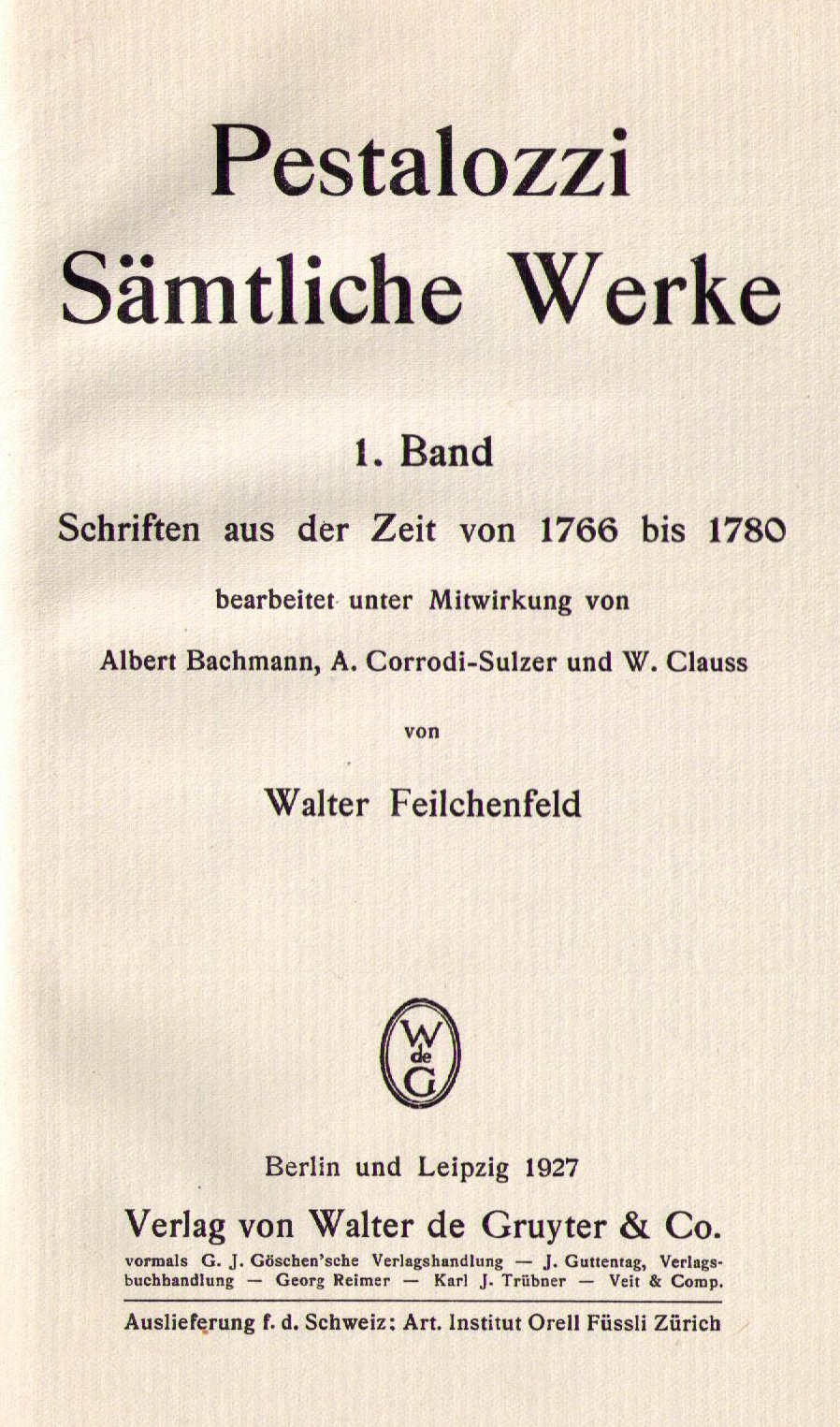
Titelblatt des ersten Bands der kritischen Pestalozzi-Ausgabe, 1927